# Blagoja Vidinić
Blagoja Vidinić - em macedônio, Благоја Видиниќ (Skopje, 11 de junho de 1934 — Estrasburgo, 29 de dezembro de 2006) foi um futebolista e treinador de futebol iugoslavo de origem sérvia e macedônia, campeão olímpico em 1960.

## Carreira
Goleiro, jogou oito partidas pela Seleção Iugoslava entre os anos de 1956 e 1960, indo a duas Olimpíadas (ganhou a prata nos Jogos de 1956 e o ouro nos de 1960) e sendo vice-campeão da primeira Eurocopa, a de 1960.
Vidinić iniciara a carreira em 1952, no Vardar Skopje, e encerrou-a em 1969, no futebol norte-americano. Um ano depois, como treinador, foi à Copa do Mundo de 1970 como técnico da estreante Seleção Marroquina. Na Copa seguinte, a de 1974, levou outro país africano à seu primeiro mundial, desta vez o Zaire - até hoje, a única Copa disputada pelos congoleses. 
Vidinić comandaria ainda a Colômbia entre 1976 e 1979.

## Ligações Externas
- Perfil de Radenkovic